# Sollevamento pesi ai Giochi della XXXII Olimpiade - 76 kg femminile
Le gare di sollevamento pesi della categoria fino a 76 kg femminile dei giochi olimpici di Tokyo 2020 si sono svolte il 1 agosto 2021 presso il Tokyo International Forum.
La vincitrice è stata l'ecuadoriana Neisi Dajomes.

## Programma
L'orario indicato corrisponde a quello giapponese (UTC+09:00)
| Data          | Ora   | Evento            |
| ------------- | ----- | ----------------- |
| 1 agosto 2021 | 13:50 | Gruppo B          |
| 1 agosto 2021 | 19:50 | Gruppo A (finale) |

## Risultati
| Pos. | Atleta                 | Nazionalità   | Gruppo | Peso  | Strappo (kg) | Strappo (kg) | Strappo (kg) | Strappo (kg) | Slancio (kg) | Slancio (kg) | Slancio (kg) | Slancio (kg) | Totale |
| Pos. | Atleta                 | Nazionalità   | Gruppo | Peso  | 1            | 2            | 3            | Risultato    | 1            | 2            | 3            | Risultato    | Totale |
| ---- | ---------------------- | ------------- | ------ | ----- | ------------ | ------------ | ------------ | ------------ | ------------ | ------------ | ------------ | ------------ | ------ |
|      | Neisi Dajomes          | Ecuador       | A      | 75,10 | 111          | 115          | 118          | 118          | 135          | 140          | 145          | 145          | 263    |
|      | Katherine Nye          | Stati Uniti   | A      | 75,15 | 107          | 111          | 114          | 111          | 133          | 138          | 148          | 138          | 249    |
|      | Aremi Fuentes-Zavala   | Messico       | A      | 75,65 | 105          | 108          | 110          | 108          | 135          | 137          | 139          | 137          | 245    |
| 4    | Patricia Strenius      | Svezia        | A      | 72,80 | 102          | 102          | 102          | 102          | 130          | 133          | 138          | 133          | 235    |
| 5    | Dar'ja Navumava        | Bielorussia   | A      | 75,30 | 103          | 107          | 107          | 103          | 125          | 131          | 133          | 131          | 234    |
| 6    | Kumushkhon Fayzullaeva | Uzbekistan    | A      | 71,80 | 97           | 101          | 101          | 101          | 122          | 126          | 130          | 126          | 227    |
| 7    | Emily Muskett          | Gran Bretagna | B      | 71,85 | 92           | 95           | 98           | 98           | 117          | 123          | 124          | 124          | 222    |
| 8    | Kristel Ngarlem        | Canada        | B      | 75,35 | 92           | 95           | 97           | 95           | 123          | 126          | 126          | 123          | 218    |
| 9    | Mahassen Fattouh       | Libano        | B      | 69,60 | 88           | 93           | 97           | 93           | 112          | 118          | 124          | 124          | 217    |
| 10   | Nancy Genzel Abouke    | Nauru         | B      | 71,80 | 88           | 88           | 90           | 90           | 108          | 113          | 117          | 113          | 203    |
| 11   | Jeanne Gaëlle Eyenga   | Camerun       | B      | 75,50 | 86           | 91           | 96           | 91           | 111          | 116          | 118          | 111          | 202    |
| —    | Iryna Dekha            | Ucraina       | A      | 75,75 | 110          | 113          | 113          | 113          | 131          | 131          | 131          | —            | –      |
| —    | Kim Su-hyeon           | Corea del Sud | A      | 75,65 | 106          | 109          | 110          | 106          | 138          | 140          | 140          | –            | –      |